# Wińsko (gmina)
Wińsko – gmina wiejska w województwie dolnośląskim, w powiecie wołowskim. W latach 1975–1998 gmina położona była w województwie wrocławskim.
Siedziba gminy to Wińsko.
Według danych z 30 czerwca 2004 gminę zamieszkiwało 8700 osób. Natomiast według danych z 30 czerwca 2020 roku gminę zamieszkiwało 8241 osób.

## Struktura powierzchni
Według danych z roku 2002 gmina Wińsko ma obszar 249,54 km², w tym:
- użytki rolne: 65%
- użytki leśne: 25%

Gmina stanowi 36,97% powierzchni powiatu.

## Demografia
Dane z 30 czerwca 2004:
| Opis                              | Ogółem | Ogółem | Kobiety | Kobiety | Mężczyźni | Mężczyźni |
| --------------------------------- | ------ | ------ | ------- | ------- | --------- | --------- |
| jednostka                         | osób   | %      | osób    | %       | osób      | %         |
| populacja                         | 8700   | 100    | 4394    | 50,5    | 4306      | 49,5      |
| gęstość zaludnienia (mieszk./km²) | 34,9   | 34,9   | 17,6    | 17,6    | 17,3      | 17,3      |

- Populacja mieszkańców gminy Wińsko w latach 1995-2021 roku[1].

## Sołectwa
Aleksandrowice, Baszyn, Białawy Małe, Białawy Wielkie, Boraszyce Małe, Boraszyce Wielkie, Brzózka, Budków, Buszkowice Małe, Chwałkowice, Dąbie, Domanice, Głębowice, Gryżyce, Grzeszyn, Iwno, Kleszczowice, Konary, Kozowo, Krzelów, Łazy, Małowice, Moczydlnica Klasztorna, Morzyna, Orzeszków, Piskorzyna, Przyborów, Rajczyn, Rogów Wołowski, Rudawa, Słup, Smogorzów Wielki, Smogorzówek, Staszowice, Stryjno, Turzany, Węgrzce, Wińsko, Wrzeszów, Wyszęcice.

## Pozostałe miejscowości
Białków,Białawy Czaplice, Gołaszów, Jakubikowice, Młoty, Mysłoszów, Naroków, Rogówek, Trzcinica Wołowska, Węglewo.

## Sąsiednie gminy
Jemielno, Prusice, Rudna, Ścinawa, Wąsosz, Wołów, Żmigród